# Future Soul
Future Soul eller Future Bass som den också kan kallas är en elektronisk musikgenre som började växa fram i samband med att Dubstep's framfart svalnade.  

## Historia
Future Souls ursprung har spårats till den London-baserade artisten och producenten vid namn Burial. Han släppte en väldigt nytänkande EP då ingen hade hört något liknande tidigare och musiken fick benämningen garage, vilket är en gren från dubstep som låter liknande eftersom den produceras på ett snarlikt sätt, men som har en mer avslappnad och långsam känsla. Därifrån växte Future Garage  fram vilket är en snabbare variant av g med mycket synth-modulerade vokaler. Det här satte grunden för Future Soul som tog detta sound med synth-modulerade vokaler ännu längre och hämtade stora influenser ifrån R&B, HipHop och Dubstep.
Det är både en mycket ny genre samt begrepp som började myntas kommersiellt kring 2010 av den engelska artisten Daley men som vuxit fram som mest sedan 2012-2014 i den större scenen.

## Relaterade genrer
Musiken hämtar influenser ifrån musikstilar som Pop, R'n'B, Hiphop, Jazz, Neo Soul, Trap Music, Future Garage och Dubstep.  

## Kännetecken

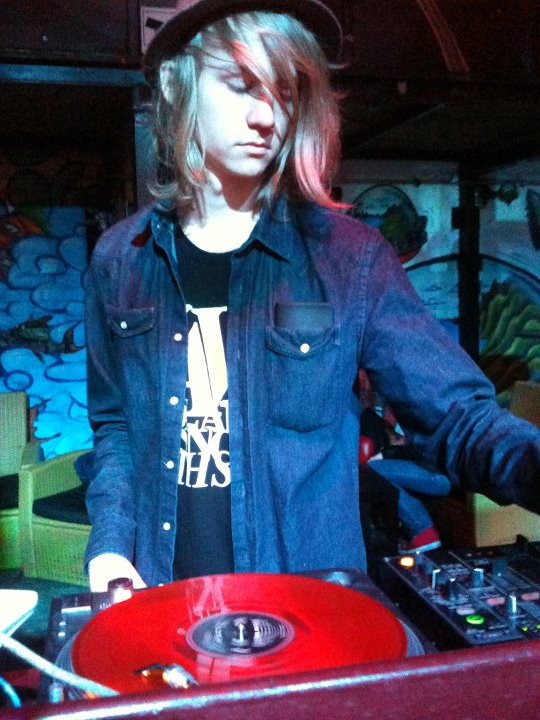
Cashmere Cat

Musiken rör sig kring 130-150 taktslag per minut och trummorna går oftast i halvtakt.  
Musiken har ofta mycket kraftig bas som vanligen kommer från en 808-bastrumma. I kombination med denna bastrumma är det mycket framträdande trummor och rytmer. En tydlig karaktär är också att använda uppklippta synth-modulerade körspår/vokaler blandat med breda synthar som är mycket melodiska och rytmiska.

## Entreprenörer
Det finns ett indie-skivbolag samt turnéagentur som huserar i Australien som kallar sig Future Classic. De driver genren framåt med hjälp av deras frekventa låt- och skivsläpp med artister som Flume, Flight Facilities, Touch Sensitive m.m                              

## Artister
- Cashmere Cat
- Lido
- Flume
- Slumberjack
- Wave Racer
- Hudson Mohawke
- Flight Facilities
- Touch Sensitive
- Marshmello
- Outrovert

## Låtexempel
- Miguel - Do You… (Cashmere Cat Remix)
- Panama - Always (Wave Racer Remix)
- Lorde - Tennis Court (Flume Remix)

Något som gäller alla dessa låtar är att tempot precis som väntat rör sig kring 140 bpm, det är väldigt producerade trummor, det är mycket inslag av modellerade vokaler, stora synthar som för allt framåt minst lika mycket som trummorna och en generell soul-känsla över det musikaliska.                                                              